# Dan Inosanto
Daniel Arca Inosanto (nacido en Stockton, California, el 24 de julio de 1936) es un artista marcial y actor estadounidense de ascendencia filipina, conocido a nivel mundial por su maestría en el arte marcial de la eskrima filipina y en varios estilos de artes marciales tradicionales, exóticas, y modernas. Es uno de los herederos legales del estilo jeet kune do creado por el artista marcial Bruce Lee.

## Biografía
Daniel Inosanto, comúnmente conocido como Dan Inosanto, nació en California en 1936. En 1946 Inosanto se inicia en las artes marciales ingresando a una academia de karate tradicional gracias a su tío. Paralelamente se interesó en aprender el jiu-jitsu tradicional japonés. En su adolescencia, Inosanto se destacó en el atletismo y el football americano mientras estuvo en la secundaria. Una de las características de Inosanto en que se destacaría era su gran perseverancia.
A sus 20 años se interesó en practicar el Judo y lo hizo por dos años bajo la dirección del maestro Duke Yoshimura, fue admitido en los comandos especiales de la armada estadounidense, Fue allí donde aprendió boxeo y lucha libre.  Estando en 1961 en una base de la armada en Hawái, Dan presenció el kenpo americano en una demostración del maestro Ed Parker y  solicitó ser su alumno siendo aceptado por este.
Fue Ed Parker quien lo llevó al torneo de Artes Marciales, llamado: el “Internationals Karate Championships”  en Long Beach en 1964. Allí conoció a Bruce Lee, sirviéndole ocasionalmente como sparring en una demostración de su particular versión del kung-fu, y el encuentro con este famoso artista marcial sería crucial en la vida marcial de Inosanto. Hay que resaltar que fue Ed parker, quien lo animó a buscar las artes marciales tradicionales de sus antepasados filipinos.
Inosanto quedó tan impresionado con Bruce Lee y su funcional estilo marcial que solicitó acompañar a Lee en una gira en San Francisco, ambos artistas marciales congeniaron y se hicieron amigos.  Inosanto diría al respecto del estilo de Lee que: 

"No pude dormir pensando como ese hombre me derrotaba tan fácilmente, tenía la sensación de haber aprendido un oficio durante años, y que de repente, llega alguien y te dice “no le necesitamos más, queda despedido”.
 Dan Inosanto

Para esa fecha, Inosanto además contactó por medio de su familia con la comunidad de maestros aún vivos del arte marcial de la eskrima filipina, residentes en los EE. UU., también denominado arnis o Kali, donde aprendió la lucha con dos bastones medios, el machete, la espada y daga, los cuchillos, el látigo, la lucha cuerpo a cuerpo filipina, y el uso del bastón de dos secciones o nunchaku. El cual enseñó a Bruce Lee en 1970. Lee aplicó estas enseñanzas en la película "Enter the Dragon" (1972), asimismo Lee invitó a Inosanto a aparecer en el inconcluso filme Game of Death (1973) donde Inosanto se enfrenta contra Lee.

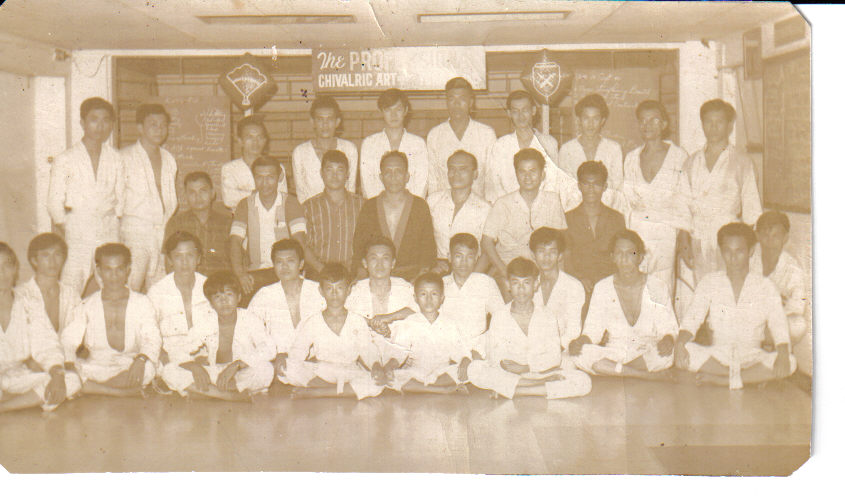
Dan Inosanto en una academia de artes marciales filipinas (centro) en 1970

Bruce Lee aceptó a Inosanto como alumno especial en su instituto, el Jun Fan Gung Fu Institute en Los Ángeles, Lee enseñó a Inosanto el Jeet kune do y lo certificó como su primer instructor, de manera que mientras Bruce Lee estaba haciendo cine, Inosanto atendía la instrucción en el instituto.
Tras la muerte de Bruce Lee en 1973, Inosanto fue instructor en los primeros pasos en las artes marciales del hijo de Bruce, Brandon Lee.  En 1974, Inosanto abrió en Torrance, California,  una academia de artes marciales denominada Filipino Kali Academy y además fue instructor en varias escuelas de secundaria en Los Ángeles.
En 1987, abrió otra academia, la principal denominada  Inosanto Academy of Martial Arts en Los Ángeles en la que permitió como lo hizo Bruce Lee en su tiempos, una apertura a todos los estilos buscando los conceptos fundamentales de ellos y enseñándoselos a sus alumnos dentro del programa siempre en evolución del Jeet Kune Do Concepts. Durante su vida, Inosanto ha viajado como invitado especial a Brasil, Francia, Israel, Tailandia y al Japón para aprender y perfeccionar sus conocimientos de otros estilos marciles con y sin armas como: el muay thai, la esgrima con bastón o "la canne" francesa, la capoeira brasilera, el kendo japonés y hasta el método moderno de combate usado por los comandos israelíes, el krav magá. También aprendió shoot wrestling de parte de Yorinaga Nakamura, quien se convirtió en instructor de su escuela.
Actualmente, aún a sus 87 años, Guro Dan Inosanto continúa dando clases y siendo asistente de artes marciales en Hollywood a destacadas estrellas del cine, como Denzel Washington, Jeff Imada, Chuck Norris y Forest Whitaker, entre muchos otros.